# 起步房
起步房（英語：Starter home）又称简易房、过渡房。多指面積細小、设施简单、售价便宜且常为财力薄弱的青年人或新婚夫妇所首次购买的住宅。 香港地产业则称此类住宅为上車盤。
2017年10月，時任香港行政長官林鄭月娥推出港人首次置業先導計劃（"Starter Homes" Pilot Scheme for Hong Kong Residents），又稱港人首置上車盤，以紓緩部分家庭置業壓力。